# 12ª Squadriglia da ricognizione e combattimento
La 12ª Squadriglia da ricognizione e combattimento del Servizio Aeronautico del Regio Esercito fu attivata il 6 giugno 1915 sull'Aeroporto di Asiago con aerei Farman.

## Storia
Dotata di Farman MF.7 del 1912 ed all'inizio della guerra rimane al Campo di aviazione di Verona-Tombetta per passare sui Farman 14 80 hp comandata dal Capitano Ferdinando De Masellis (che ne era il comandante dal luglio 1914) che dispone di altri 3 piloti e 4 Farman con motore Renault 70 cv ed uno con motore De Dion-Bouton. 
Il 6 giugno 1915 viene attivata all'Aeroporto di Asiago per la 1ª Armata (Regio Esercito) con 5 piloti ed il 15 luglio il comando passa al Tenente Ferdinando Bonazzi (aviatore).
In agosto il reparto dispone di 3 Farman De Dion ed in ottobre di 3 Farman con motore Fiat A.10 con uno dei quali il 20 settembre l'osservatore Gabriele D'Annunzio con il Capitano Ermanno Beltramo lancia messaggi sulla città irredenta di Trento.
Il 1º dicembre diventa 12ª Squadriglia da ricognizione e combattimento inquadrata nel III Gruppo (poi 3º Gruppo caccia terrestre) ed il 12 dicembre si sposta al Campo di aviazione di Villaverla.
Il 13 dicembre il comando passa al Cap. Armando Armani che dal 1927 al 1928 sarà il Capo di stato maggiore dell'Aeronautica.
Nel 1915 l'unità ha svolto 137 voli di guerra.
Al 1º gennaio 1916 il reparto dispone di 7 piloti, 3 osservatori e 5 Farman, il 10 gennaio 2 Farman bombardano la stazione di Trento ed il 16 gennaio un comando austriaco in Vallagarina.
Il 4 febbraio si forma la 3ª Sezione di Caudron G.3 a Verona con 3 piloti ed un osservatore che poi si unisce alla 1ª Squadriglia da ricognizione e combattimento.
Il 10 febbraio 3 aerei bombardano accampamenti a Calliano (Trentino-Alto Adige), il 15 e 20 marzo baraccamenti vicino a Luserna ed il 4 aprile le caserme di Levico Terme.
Il 15 aprile nel cambio dei nomi di tutte le squadriglie diventa 32ª Squadriglia Aeroplani.